# Nederlandse Natuurkundige Vereniging
De Nederlandse Natuurkundige Vereniging (NNV) is de beroepsvereniging van Nederlandse fysici. De vereniging werd op 2 april 1921 opgericht en geeft onder meer het Nederlands Tijdschrift voor Natuurkunde uit. Aan de NNV is op 16 januari 2021 het predicaat Koninklijk toegekend.
In 2021 bestond de vereniging 100 jaar en nam deze het initiatief voor  leerstoelen wetenschapscommunicatie aan de TU Eindhoven en aan de Universiteit Leiden. Margriet van der Heijden werd daarop benoemd als bijzonder hoogleraar aan de TU Eindhoven. In Leiden werd Ivo van Vulpen benoemd. Beiden werden benoemd voor 5 jaar en een dag per week.

## Secties
De vereniging kent de secties:
- Atomaire, Moleculaire en Optische Fysica (AMO)
- Energie en klimaat
- Geschiedenis en grondslagen
- Onderwijs en Communicatie
- Plasma- en Gasontladingsfysica
- Subatomaire fysica

## Gelieerde verenigingen
- Nederlandse Keramische Vereniging (NKV)
- Nederlandse Vereniging voor Kristalgroei (NVKG)
- Nederlandse Vereniging voor Kristallografie (NVK)
- Nederlandse Vereniging voor Massaspectroscopie (NVMS)
- Nederlandse Vereniging voor Neutronenverstrooiing (NVNV)